# Кітунькіно
Кіту́нькіно (рос. Китунькино, марій. Кытынсола) — присілок у складі Волзького району Марій Ел, Росія. Входить до складу Великопаратського сільського поселення.

## Населення
Населення — 44 особи (2010; 61 у 2002).
Національний склад (станом на 2002 рік):
- марі — 95 %